# Троїцьке передмістя
Тро́їцьке передмі́стя (біл. Траецкае прадмесьце), Тро́їцька гора́ (біл. Траецкая гара) — історичний район Мінська, розташований у північно-східній частині міста на лівому березі річки Свіслоч.
На території передмістя був побудований перший католицький храм Мінська, також там були розміщені Свято-Вознесенський монастир з однойменною церквою, Свято-Борисо-Глібська церква, жіночий базіліанський монастир Святої Трійці, костел і монастир католицького чернечого ордену маріавіток, «Китаєвська» синагога.
В теперішній час західна частина передмістя відреставрована і охороняється державою. 